# Phallogaster
Phallogaster är ett släkte av svampar. Phallogaster ingår i familjen Phallogastraceae, ordningen Hysterangiales, klassen Agaricomycetes, divisionen basidiesvampar och riket svampar.
|              | Protubera                               |
|              |                                         |
| Phallogaster | \| \| Phallogaster saccatus \| \| \| \| |
|              | \| \| Phallogaster saccatus \| \| \| \| |
|              | Phallogaster saccatus                   |
|              |                                         |

|  | Phallogaster saccatus |
|  |                       |